# Дитяча література
Дитяча література — література, творена безпосередньо дітьми або для дітей. До неї належать різні жанри фольклору (див. дитячий фольклор: лічилки, дражнилки, ігрові пісні та ін.), а також перші спроби пера юних початківців (поезія, проза тощо), опубліковані в періодиці для дітей («Соняшник», «Барвінок», «Малятко», «Однокласник» та ін.) чи в колективних збірниках на зразок «Первоцвіту», спорадично друкованого у видавництві «Веселка» (Київ), у виданні «Ластовенятко» (К., 1995), упорядкованому Надією Кир'ян. 
У терміні «Дитяча література» часто змішуються поняття «Література для дітей» і «Дитяча літературна творчість».
Треба розрізняти такі поняття, як дитяча література
Термін дитяча література позначає сукупність творів художнього і нехудожнього характеру, призначених для читання дітьми різних вікових категорій (і створених з урахуванням специфіки дитячого сприйняття). Твори дитячої літератури виступають об’єктом видань для дітей.
Термін література для дітей є ширшим, аніж дитяча література ним позначають і література, створена спеціально для дітей, і така, яка створювалася для дорослого читача, але може бути цікавою (і зрозумілою) певним дитячим віковим категоріям.
За цільовим призначенням дитячі видання можна поділити на художні, пізнавальні і навчальні. При чому, чим молодший читач, тим більше «функцій» акумулює для нього будь-яка книжка. Тобто для наймолодших навіть художня книга буде виступати і як пізнавальна, і як навчальна. А чим старший читач, тим більше розмежовується для нього література і кожна книга набирає власного, цілком конкретного цільового призначення.
Сьогодні у широкий загал виходять не лише паперові видання, але й мультимедійні. І це стосується як «дорослої» так і «дитячої» книги. Електронні видання часто суміщають в собі навчальний і розважальний аспекти. Світовий ринок мультимедіа представляє усі види дитячої літератури, з рештою, такі книги мають багато переваг, адже можуть певним чином взаємодіяти з дитиною, озвучені тексти, рухомі ілюстрації, можливість робити певні запити і навіть «вести діалог», маніпулювання графічною та відеоінформацією – усе це розвиває в дитини навички роботи з комп’ютерною технікою.